# 山川清徳
山川清徳（やまかわ きよのり、1977年6月 - ）は日本の財務官僚。

## 来歴
沖縄県出身。ラ・サール高等学校卒業程度認定試験、一橋大学法学部卒業。2000年 大蔵省入省（主計局総務課）。2001年1月6日 財務省主計局総務課。2002年6月 北京語言大学へ留学。
その後は内閣官房郵政民営化推進室、金融庁監督局、在マレーシア大使館などの勤務を経て、2011年 大臣官房政策金融課長補佐。
2012年 主計局主計官補佐（農林水産第三係主査）。2013年 主計局主計官補佐（環境係主査）。2014年 主計局主計官補佐（国土交通第二、三係主査）。鉄道局と日夜議論し、アクセス鉄道に関する基本合意を実現。2015年 主計局主計官補佐（農林水産第一係主査）。2016年 主計局主計官補佐（地方財政係主査）。地方交付税を担当。2017年7月8日 熊本県企画振興部長。
2020年7月23日 主計局主計企画官（調整担当）。2021年10月4日 主税局税制第二課主税企画官。2023年7月7日 理財局国庫課長。

## 職歴
- 2000年4月：大蔵省入省（主計局総務課）
- 2001年1月6日：財務省主計局総務課
- 2001年：主計局主計企画官付
- 2002年：金沢国税局
- 2002年6月：留学（北京言語大学）
- 2004年：内閣官房郵政民営化準備室員
- 2005年11月：内閣官房郵政民営化推進室員
- 2006年：金融庁監督局総務課長補佐
- 2007年：金融庁監督局郵便貯金・保険監督参事官室課長補佐
- 2008年：在マレーシア大使館二等書記官
- 2010年：在マレーシア大使館一等書記官
- 2011年：大臣官房政策金融課長補佐（総括） 兼 大臣官房信用機構課長補佐[3]
- 2012年：主計局主計官補佐（農林水産第三係主査）
- 2013年：主計局主計官補佐（環境係主査）
- 2014年：主計局主計官補佐（国土交通第二、三係主査）[4]
- 2015年：主計局主計官補佐（農林水産第一係主査）[5]
- 2016年：主計局主計官補佐（地方財政係主査）
- 2017年7月8日：熊本県企画振興部長
- 2020年7月23日：主計局主計企画官（調整担当）
- 2020年12月22日：主計局主計企画官（財政分析、調整担当）
- 2021年7月10日：主計局主計企画官（調整担当）
- 2021年10月4日：主税局税制第二課主税企画官
- 2022年1月4日：大臣官房付 兼 主税局税制第二課主税企画官 兼 内閣官房内閣参事官（内閣官房副長官補付） 兼 内閣官房こども家庭庁設置法案等準備室参事官
- 2022年2月25日：主税局税制第二課主税企画官
- 2023年7月7日：理財局国庫課長